# V Sextantis
V Sextantis är en pulserande variabel av RR Lyrae-typ (RRAB/BL) i stjärnbilden Sextanten.
Stjärnan varierar mellan visuell magnitud +12,023 och 13,098 med en period av 0,487372 dygn eller 11,6969 timmar. RR Lyrae-stjärnornas period varierar mellan 0,2 och 1,2 dygn med ett medianvärde på 0,5 dygn. V Sextantis ligger sålunda strax under medianvärdet.